# Alfred Blau
Alfred Blau, que firmaba sus escritos con el seudónimo Baül (Blois, 29 de mayo de 1827-23 de febrero de 1896), fue un dramaturgo y libretista de ópera francés. Era primo del también libretista Édouard Blau.
A finales de 1887, entabló negociaciones con Emmanuel Chabrier para elaborar un libreto sobre La tempestad de William Shakespeare, pero el proyecto no salió adelante.

## Óperas a partir de libretos de Blau
- Jules Duprato: Le Chanteur florentin, con Édouard Blau (1866)
- Ernest Reyer: Sigurd, con Camille du Locle (1884)
- Jules Massenet: Esclarmonde, con Louis de Gramont (1889)